# 里斯河 (伊萨尔河支流)
47°33′30″N 11°26′0″E / 47.55833°N 11.43333°E

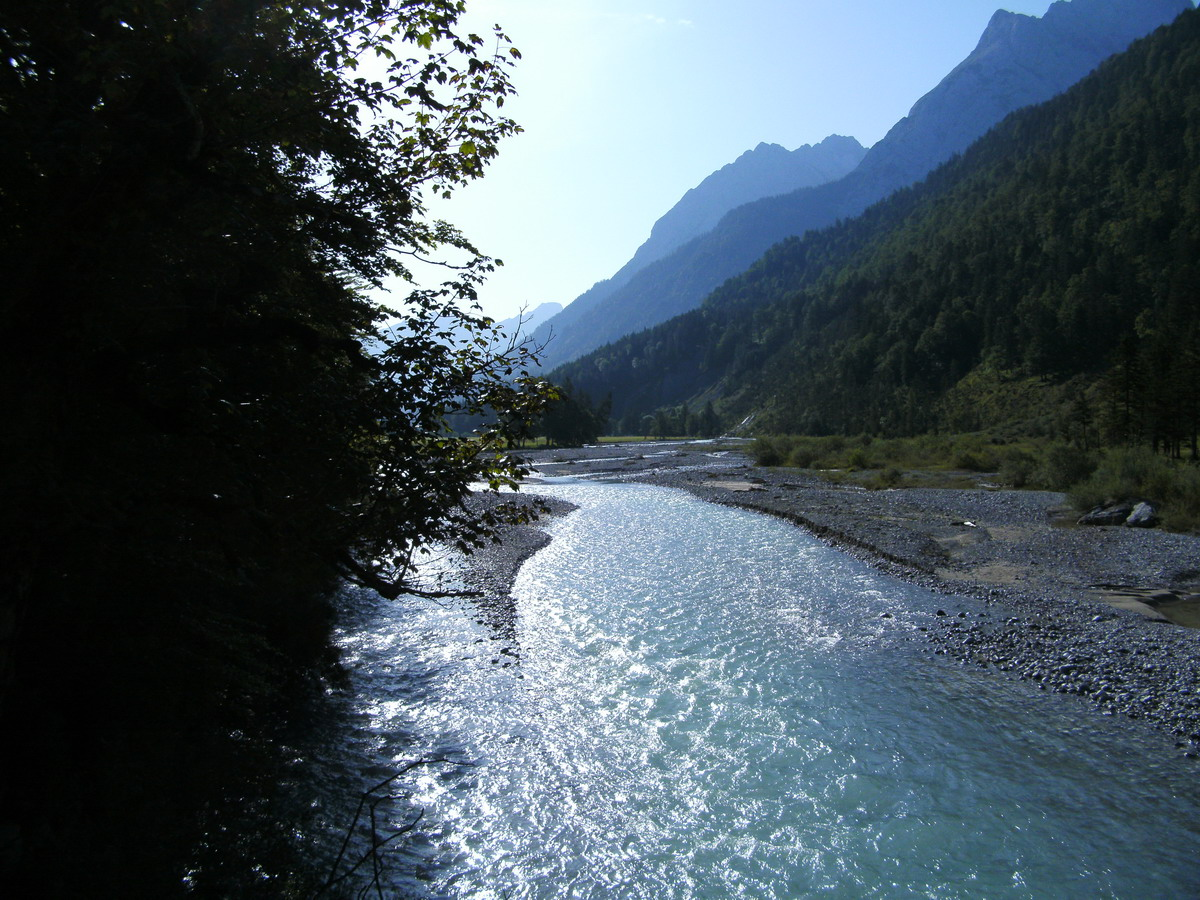

里斯河（德語：Rißbach）是德國巴伐利亚州的河流，位於該國東南部，屬於伊薩爾河的支流，河道全長30公里，流域面積217平方公里。